# Чень Чен
Чень Чен (спрощ.: 陈诚; кит. трад.: 陳誠; піньїнь: Chén Chéng; 4 січня 1897 — 5 березня 1965) — китайський військовик і політик, тричі очолював уряд Республіки Китай.

## Кар'єра
1922 року закінчив Баодінське військове училище, а 1924 вступив до Академії Вампу, де познайомився з Чан Кайші. Пізніше він вступив до лав Національно-революційної армії, в складі якої брав участь у Північному поході, під час якого виявив свої лідерські якості та швидко дослужився до посади командира 21-ї Дивізії.
Від 1931 року Чень Чену було доручено знищення сил Китайської Радянської Республіки. В результаті кількох каральних походів сили китайських комуністів зазнали важких втрат, результатом чого став Великий похід китайських комуністів. 1936 року, після арешту Чан Кайші в Сіані, бойові дії проти комуністів було припинено. Пізніше Чень Чен брав активну участь у війні проти Японії. 1943 року отримав пост командувача китайського експедиційного корпусу в Бірмі, однак через хворобу був змушений передати посаду генералу Вей Ліхуану.
Після завершення Другої світової війни Чень Чен став начальником генерального штабу. За наказом Чан Кайші він висунув війська до контрольованих комуністами «звільнених районів», що призвело до громадянської війни. Спочатку бойові дії тривали успішно для Гоміндану, й 1947 року комуністи були змушені відступити зі своєї основної бази в Яньані, перебазувавшись до Маньчжурії. Однак там гомінданівські війська зазнали важкої поразки, втративши пів мільйона осіб, і Чень Чен пішов у відставку.
1949 року Чан Кайші призначив Чень Чена губернатором Тайваню, плануючи зробити острів одним з гомінданівських опорних пунктів. Після втечі сил Гоміндану на Тайвань Чень Чен обіймав важливі партійні й державні пости: був заступником голови ЦВК Гоміндану, головою Виконавчого Юаня (прем'єр-міністром) та віце-президентом Республіки Китай.
Саме Чень Чен здійснив на Тайвані економічні реформи, що зрештою призвели до «економічного дива». За часів його врядування посаду радника з аграрної реформи обіймав американський економіст Вольф Ладежінський, під керівництвом якого було розроблено програму «Земля —пахарю», суть якої полягала в тому, що держава викупала землі у великих землевласників і передавала її селянам. Такий хід дозволив зменшити соціальне занепокоєння в селах і став головним досягненням уряду Чень Чена.
Чень Чен помер 1965 року через пухлину в печінці.